# 화산초등학교 (제주)
화산초등학교는 대한민국 제주특별자치도 서귀포시 표선면 세화강왓로 105에 있었던 초등학교이다.

## 연혁
- 1946년 11월 15일 명신국민학교 설립인가
- 1946년 12월 7일 명신국민학교로 개교(부락향사에서 학습)
- 1950년 6월 1일 화산국민학교로 교명 개칭(학구 : 세화리, 토산리)
- 1950년 9월 1일 가시분교장 개교
- 1960년 9월 1일 가시분교장 분교로 승격
- 1968년 3월 1일 6학급 편성인가
- 1968년 3월 20일 가마분교장 개교
- 1972년 3월 1일 7학급 편성인가
- 1972년 4월 5일 토산분교장 개교
- 1978년 3월 1일 토산분교장 본교로 승격
- 1981년 12월 31일 서귀포시 교육청 미술과 시범학교 공개 발표
- 1984년 12월 20일 새마을 최우수 학교 선정
- 1985년 9월 1일 병설유치원 설립 인가 및 개원
- 1987년 3월 1일 서귀포시 교육청 학교조경 시범학교 선정
- 1989년 9월 9일 제1회 아름다운 학교상 수상(소년한국일보사)
- 1994년 3월 4일 급식소 준공(조리실 및 식당)
- 1996년 3월 1일 화산초등학교로 교명 변경
- 2001년 2월 19일 제51회 졸업 2명(총1,729명)
- 2001년 3월 1일 한마음초등학교로 통합